# Cassipourea
Cassipourea é um género botânico pertencente à família Rhizophoraceae.

## Espécies
- Cassipourea acuminata Liben
- Cassipourea brittoniana Fawc. & Rendle
- Cassipourea eketensis Baker f.
- Cassipourea fanshawei Torre & Goncalves
- Cassipourea flanaganii (Schinz) Alston
- Cassipourea hiotou Aubrev. & Pellegrin
- Cassipourea obovata Alston
- Cassipourea subcordata Britton
- Cassipourea subsessilis Britton
- Cassipourea swaziensis Compton
- Cassipourea thomassetii Alston

1. ↑  «Cassipourea — World Flora Online». www.worldfloraonline.org. Consultado em 19 de agosto de 2020